# Ruska dača, Zgornje Gameljne
Ruska dača je nadstropna hiša v Zgornjih Gameljnah pri Ljubljani, edini primer dače v Sloveniji ter kulturni spomenik lokalnega pomena.
Leta 1882 je prvotno hišo zgradil Blaž Černe. Takrat je dobila tudi prvo hišno številko, in sicer Gameljne 35. Leta 1907 je hišo odkupil ljubljanski trgovec in pivovarski zastopnik Franc Petrič. V letu 1908 je hišo obnovil in dogradil v slogu, ki spominja na značilne ruske dače, in jo tudi uradno preimenoval v vilo. Med prvo svetovno vojno so Petriča obtožili vohunjenja za Italijane. Sodišče ga je spoznalo za krivega in ga obsodilo na smrt z obešanjem, kar so potem spremenili v smrt z ustrelitvijo. Franc Petrič je bil tako 2. novembra 1915 ustreljen na Suhem bajarju (vojaškem strelišču) v Ljubljani. Po vojni je bil rehabilitiran, njegovi družini so dodelili odškodnino. Po prvi svetovni vojni je Petričeva vila zamenjala kar nekaj lastnikov (Konrad Daškovič, Viktor Vokač, Fran Josip Knaflič, Anton Sadar). Leta 1957 jo je kupil Rado Jakob Bergant. Vila je bila vse do leta 2005 v lasti družine Bergant. Nato je zopet zamenjala več lastnikov, več kot desetletje je bila prazna propadala. Leta 2011 je bila razglašena za kulturni spomenik lokalnega pomena. Več kot desetletje propadajočo hišo je leta 2016 na javni dražbi kupil poslovnež Aleš Musar in v sodelovanju z Zavodom za varstvo kulturne dediščine začel njeno prenovo, ki je bila zaključena leta 2018.
Pritličje je zidano, nadstropje leseno in po celotnem obodu opasano z gankom. Hišo zaznamujejo dekorativno oblikovani leseni detajli in vitražna stekla. V projektu prenove so dosledno sledili konservatorskemu načrtu, ki je bil vezan na podobo stavbe iz leta 1908. Hiša je namenjena turistični ponudbi celostne izkušnje obdobja konca 19. in začetka 20. stoletja.